# Cerdale prolata
Cerdale prolata is een  straalvinnige vissensoort uit de familie van wormvissen (Microdesmidae). De wetenschappelijke naam van de soort is voor het eerst geldig gepubliceerd in 1974 door Dawson.
De soort staat op de Rode Lijst van de IUCN als Onzeker, beoordelingsjaar 2007.